# درة تشة (زاز الشرقي)
درة تشة (بالإنجليزية: Darreh Cheh)‏ هي منطقة سكنية تقع في إيران في قسم زاز الشرقي الریفي. يقدر عدد سكانها بـ 111 نسمة .